# IBU-cupen 2010/2011
IBU-cupen 2010/2011 är en internationell samling tävlingar i skidskytte. Cupen fungerar som underdivision till världscupen. Titelförsvarare var Daniel Graf, på herrsidan, och Sabrina Buchholz på damsidan.

## Tävlingsprogram
| Datum               | Ort          | Land      |
| 27-28 november 2010 | Beitostølen  | Norge     |
| 11-12 december 2010 | Martell      | Italien   |
| 17-18 december 2010 | Obertilliach | Österrike |
| 8-9 januari 2011    | Nové Město   | Tjeckien  |
| 14-15 januari 2011  | Altenberg    | Tyskland  |
| 5-6 februari 2011   | Osrblie      | Slovakien |
| 11-12 februari 2011 | Bansko       | Bulgarien |
| 11-13 mars 2011     | Annecy       | Frankrike |

## IBU-cups poäng
- 1:a plats = 60 poäng
- 2:a plats = 54 poäng
- 3:e plats = 48 poäng
- 4:e plats = 43 poäng
- 5:e plats = 40 poäng
- 6:e plats = 38 poäng
- 7:e plats = 36 poäng
- 8:e plats = 34 poäng
- 9:e - 40:e plats = 32 - 1 poäng

## Herrar

### Resultat
| 1:a IBU-Cupen i Beitostølen, 27 november 2010 – 28 november 2010 | 1:a IBU-Cupen i Beitostølen, 27 november 2010 – 28 november 2010 | 1:a IBU-Cupen i Beitostølen, 27 november 2010 – 28 november 2010 | 1:a IBU-Cupen i Beitostølen, 27 november 2010 – 28 november 2010 | 1:a IBU-Cupen i Beitostølen, 27 november 2010 – 28 november 2010 |
| ---------------------------------------------------------------- | ---------------------------------------------------------------- | ---------------------------------------------------------------- | ---------------------------------------------------------------- | ---------------------------------------------------------------- |
| Datum                                                            | Disciplin                                                        | Etta                                                             | Tvåa                                                             | Trea                                                             |
| 27 november 2010 (lör.)                                          | Sprint (10 km)                                                   | Simon Fourcade                                                   | Rune Bratsveen                                                   | Michael Hauser                                                   |
| 28 november 2010 (sön.)                                          | Sprint (10 km)                                                   | Ilmars Bricis                                                    | Victor Vasiljev                                                  | Maksim Ichsanov                                                  |

| 2:a IBU-cupen i Martell, 11 december 2010 – 12 december 2010 | 2:a IBU-cupen i Martell, 11 december 2010 – 12 december 2010 | 2:a IBU-cupen i Martell, 11 december 2010 – 12 december 2010 | 2:a IBU-cupen i Martell, 11 december 2010 – 12 december 2010 | 2:a IBU-cupen i Martell, 11 december 2010 – 12 december 2010 |
| ------------------------------------------------------------ | ------------------------------------------------------------ | ------------------------------------------------------------ | ------------------------------------------------------------ | ------------------------------------------------------------ |
| Datum                                                        | Disciplin                                                    | Etta                                                         | Tvåa                                                         | Trea                                                         |
| 11 december 2010 (lör.)                                      | Distans (20 km)                                              | Timofej Lapsjin                                              | Daniel Böhm                                                  | Alexej Tjurin                                                |
| 12 december 2010 (sön.)                                      | Sprint (10 km)                                               | Andrej Makovejev                                             | Artem Usjakov                                                | Artem Pryma                                                  |

| 3:e IBU-cupen i Obertilliach, 17 december 2010 – 18 december 2010 | 3:e IBU-cupen i Obertilliach, 17 december 2010 – 18 december 2010 | 3:e IBU-cupen i Obertilliach, 17 december 2010 – 18 december 2010 | 3:e IBU-cupen i Obertilliach, 17 december 2010 – 18 december 2010 | 3:e IBU-cupen i Obertilliach, 17 december 2010 – 18 december 2010 |
| ----------------------------------------------------------------- | ----------------------------------------------------------------- | ----------------------------------------------------------------- | ----------------------------------------------------------------- | ----------------------------------------------------------------- |
| Datum                                                             | Disciplin                                                         | Etta                                                              | Tvåa                                                              | Trea                                                              |
| 17 december 2010 (fre.)                                           | Sprint (10 km)                                                    | Markus Windisch                                                   | Ronny Hafsås                                                      | Artem Usjakov                                                     |
| 18 december 2010 (lör.)                                           | Jaktstart (12,5 km)                                               | Rene Vuillermoz                                                   | Toni Lang                                                         | Kazuya Inomata                                                    |

| 4:e IBU-cupen i Nove Mesto, 8 januari 2011 – 9 januari 2011 | 4:e IBU-cupen i Nove Mesto, 8 januari 2011 – 9 januari 2011 | 4:e IBU-cupen i Nove Mesto, 8 januari 2011 – 9 januari 2011 | 4:e IBU-cupen i Nove Mesto, 8 januari 2011 – 9 januari 2011 | 4:e IBU-cupen i Nove Mesto, 8 januari 2011 – 9 januari 2011 |
| ----------------------------------------------------------- | ----------------------------------------------------------- | ----------------------------------------------------------- | ----------------------------------------------------------- | ----------------------------------------------------------- |
| Datum                                                       | Disciplin                                                   | Etta                                                        | Tvåa                                                        | Trea                                                        |
| 8 januari 2011 (lör.)                                       | Distans (20 km)                                             | Erik Lesser                                                 | Alexej Volkov                                               | Daniel Böhm                                                 |
| 9 januari 2011 (sön.)                                       | Sprint (10 km)                                              | Jevgenij Garanitjev                                         | Toni Lang                                                   | Daniel Böhm                                                 |

| 5:e IBU-cupen i Altenberg, 14 januari 2011 – 15 januari 2011 | 5:e IBU-cupen i Altenberg, 14 januari 2011 – 15 januari 2011 | 5:e IBU-cupen i Altenberg, 14 januari 2011 – 15 januari 2011 | 5:e IBU-cupen i Altenberg, 14 januari 2011 – 15 januari 2011 | 5:e IBU-cupen i Altenberg, 14 januari 2011 – 15 januari 2011 |
| ------------------------------------------------------------ | ------------------------------------------------------------ | ------------------------------------------------------------ | ------------------------------------------------------------ | ------------------------------------------------------------ |
| Datum                                                        | Disciplin                                                    | Etta                                                         | Tvåa                                                         | Trea                                                         |
| 14 januari 2011 (fre.)                                       | Sprint (10 km)                                               | Thomas Frei                                                  | Victor Vasiljev                                              | Jan Olav Gjermundshaug                                       |
| 15 januari 2011 (lör.)                                       | Jaktstart (12,5 km)                                          | Jevgenij Garanitjev                                          | Victor Vasiljev                                              | Thomas Frei                                                  |

| 6:e IBU-cupen i Osrblie, 5 februari 2011 – 6 februari 2011 | 6:e IBU-cupen i Osrblie, 5 februari 2011 – 6 februari 2011 | 6:e IBU-cupen i Osrblie, 5 februari 2011 – 6 februari 2011 | 6:e IBU-cupen i Osrblie, 5 februari 2011 – 6 februari 2011 | 6:e IBU-cupen i Osrblie, 5 februari 2011 – 6 februari 2011 |
| ---------------------------------------------------------- | ---------------------------------------------------------- | ---------------------------------------------------------- | ---------------------------------------------------------- | ---------------------------------------------------------- |
| Datum                                                      | Disciplin                                                  | Etta                                                       | Tvåa                                                       | Trea                                                       |
| 5 februari 2011 (lör.)                                     | Distans (20 km)                                            | Erik Lesser                                                | Robin Kiel                                                 | Vasja Rupnik                                               |
| 6 februari 2011 (sön.)                                     | Sprint (10 km)                                             | Erik Lesser                                                | Florian Graf                                               | Pavol Hurajt                                               |

| 7:e IBU-cupen i Bansko, 11 februari 2011 – 12 februari 2011 | 7:e IBU-cupen i Bansko, 11 februari 2011 – 12 februari 2011 | 7:e IBU-cupen i Bansko, 11 februari 2011 – 12 februari 2011 | 7:e IBU-cupen i Bansko, 11 februari 2011 – 12 februari 2011 | 7:e IBU-cupen i Bansko, 11 februari 2011 – 12 februari 2011 |
| ----------------------------------------------------------- | ----------------------------------------------------------- | ----------------------------------------------------------- | ----------------------------------------------------------- | ----------------------------------------------------------- |
| Datum                                                       | Disciplin                                                   | Etta                                                        | Tvåa                                                        | Trea                                                        |
| 11 februari 2011 (fre.)                                     | Sprint (10 km)                                              | Jevgenij Ustiugov                                           | Ivan Joller                                                 | Krasimir Anjev                                              |
| 12 februari 2011 (lör.)                                     | Sprint (10 km)                                              | Jevgenij Ustiugov                                           | Krasimir Anjev                                              | Oleg Kolodijtjuk                                            |

| 8:e IBU-cupen i Annecy, 10 mars 2011 – 13 mars 2011 | 8:e IBU-cupen i Annecy, 10 mars 2011 – 13 mars 2011 | 8:e IBU-cupen i Annecy, 10 mars 2011 – 13 mars 2011 | 8:e IBU-cupen i Annecy, 10 mars 2011 – 13 mars 2011 | 8:e IBU-cupen i Annecy, 10 mars 2011 – 13 mars 2011 |
| --------------------------------------------------- | --------------------------------------------------- | --------------------------------------------------- | --------------------------------------------------- | --------------------------------------------------- |
| Datum                                               | Disciplin                                           | Etta                                                | Tvåa                                                | Trea                                                |
| 10 mars 2011 (tor.)                                 | Distans (20 km)                                     | Ivan Joller                                         | Roman Pryma                                         | Pietro Dutto                                        |
| 12 mars 2011 (lör.)                                 | Sprint (10 km)                                      | Florian Graf                                        | Pietro Dutto                                        | Martin Eng                                          |
| 13 mars 2011 (sön.)                                 | Jaktstart (12,5 km)                                 | Florian Graf                                        | Timofej Lapsjin                                     | Martin Eng                                          |

## Damer

### Resultat
| 1:a IBU-cupen i Beitostølen, 27 november 2010 – 28 november 2010 | 1:a IBU-cupen i Beitostølen, 27 november 2010 – 28 november 2010 | 1:a IBU-cupen i Beitostølen, 27 november 2010 – 28 november 2010 | 1:a IBU-cupen i Beitostølen, 27 november 2010 – 28 november 2010 | 1:a IBU-cupen i Beitostølen, 27 november 2010 – 28 november 2010 |
| ---------------------------------------------------------------- | ---------------------------------------------------------------- | ---------------------------------------------------------------- | ---------------------------------------------------------------- | ---------------------------------------------------------------- |
| Datum                                                            | Disciplin                                                        | Etta                                                             | Tvåa                                                             | Trea                                                             |
| 27 november 2010 (lör.)                                          | Sprint (7,5 km)                                                  | Uliana Denisova                                                  | Jevgenija Sedova                                                 | Selina Gasparin                                                  |
| 28 november 2010 (sön.)                                          | Sprint (7,5 km)                                                  | Anastasia Kalina                                                 | Bente Landheim                                                   | Uliana Denisova                                                  |

| 2:a IBU-cupen i Martell, 11 december 2010 – 12 december 2010 | 2:a IBU-cupen i Martell, 11 december 2010 – 12 december 2010 | 2:a IBU-cupen i Martell, 11 december 2010 – 12 december 2010 | 2:a IBU-cupen i Martell, 11 december 2010 – 12 december 2010 | 2:a IBU-cupen i Martell, 11 december 2010 – 12 december 2010 |
| ------------------------------------------------------------ | ------------------------------------------------------------ | ------------------------------------------------------------ | ------------------------------------------------------------ | ------------------------------------------------------------ |
| Datum                                                        | Disciplin                                                    | Etta                                                         | Tvåa                                                         | Trea                                                         |
| 11 december 2010 (lör.)                                      | Distans (15 km)                                              | Evgenija Sedova                                              | Kjersti Isaksen                                              | Nadine Horchler                                              |
| 12 december 2010 (sön.)                                      | Sprint (7,5 km)                                              | Natalia Guseva                                               | Franziska Hildebrand                                         | Gabriela Soukalova                                           |

| 3:e IBU-cupen i Obertilliach, 17 december 2010 – 18 december 2010 | 3:e IBU-cupen i Obertilliach, 17 december 2010 – 18 december 2010 | 3:e IBU-cupen i Obertilliach, 17 december 2010 – 18 december 2010 | 3:e IBU-cupen i Obertilliach, 17 december 2010 – 18 december 2010 | 3:e IBU-cupen i Obertilliach, 17 december 2010 – 18 december 2010 |
| ----------------------------------------------------------------- | ----------------------------------------------------------------- | ----------------------------------------------------------------- | ----------------------------------------------------------------- | ----------------------------------------------------------------- |
| Datum                                                             | Disciplin                                                         | Etta                                                              | Tvåa                                                              | Trea                                                              |
| 17 december 2010 (fre.)                                           | Sprint (7,5 km)                                                   | Gabriela Soukalova                                                | Jevgenija Sedova                                                  | Carolin Hennecke                                                  |
| 18 december 2010 (lör.)                                           | Jaktstart (10 km)                                                 | Gabriela Soukalova                                                | Carolin Hennecke                                                  | Jevgenija Sedova                                                  |

| 4:e IBU-cupen i Nove Mesto, 8 januari 2011 – 9 januari 2011 | 4:e IBU-cupen i Nove Mesto, 8 januari 2011 – 9 januari 2011 | 4:e IBU-cupen i Nove Mesto, 8 januari 2011 – 9 januari 2011 | 4:e IBU-cupen i Nove Mesto, 8 januari 2011 – 9 januari 2011 | 4:e IBU-cupen i Nove Mesto, 8 januari 2011 – 9 januari 2011 |
| ----------------------------------------------------------- | ----------------------------------------------------------- | ----------------------------------------------------------- | ----------------------------------------------------------- | ----------------------------------------------------------- |
| Datum                                                       | Disciplin                                                   | Etta                                                        | Tvåa                                                        | Trea                                                        |
| 8 januari 2011 (lör.)                                       | Distans (15 km)                                             | Natalija Burdyga                                            | Franziska Hildebrand                                        | Juliane Döll                                                |
| 9 januari 2011 (sön.)                                       | Sprint (7,5 km)                                             | Juliane Döll                                                | Gabriela Soukalova                                          | Ekaterina Glazyrina                                         |

| 5:e IBU-cupen i Altenberg, 14 januari 2011 – 15 januari 2011 | 5:e IBU-cupen i Altenberg, 14 januari 2011 – 15 januari 2011 | 5:e IBU-cupen i Altenberg, 14 januari 2011 – 15 januari 2011 | 5:e IBU-cupen i Altenberg, 14 januari 2011 – 15 januari 2011 | 5:e IBU-cupen i Altenberg, 14 januari 2011 – 15 januari 2011 |
| ------------------------------------------------------------ | ------------------------------------------------------------ | ------------------------------------------------------------ | ------------------------------------------------------------ | ------------------------------------------------------------ |
| Datum                                                        | Disciplin                                                    | Etta                                                         | Tvåa                                                         | Trea                                                         |
| 14 januari 2011 (fre.)                                       | Sprint (7,5 km)                                              | Iris Waldhuber                                               | Nadine Horchler                                              | Susann König                                                 |
| 15 januari 2011 (lör.)                                       | Jaktstart(10 km)                                             | Iris Waldhuber                                               | Nadine Horchler                                              | Juliana Denisova                                             |

| 6:e IBU-cupen i Osrblie, 5 februari 2011 – 6 februari 2011 | 6:e IBU-cupen i Osrblie, 5 februari 2011 – 6 februari 2011 | 6:e IBU-cupen i Osrblie, 5 februari 2011 – 6 februari 2011 | 6:e IBU-cupen i Osrblie, 5 februari 2011 – 6 februari 2011 | 6:e IBU-cupen i Osrblie, 5 februari 2011 – 6 februari 2011 |
| ---------------------------------------------------------- | ---------------------------------------------------------- | ---------------------------------------------------------- | ---------------------------------------------------------- | ---------------------------------------------------------- |
| Datum                                                      | Disciplin                                                  | Etta                                                       | Tvåa                                                       | Trea                                                       |
| 5 februari 2011 (lör.)                                     | Distans (15 km)                                            | Jori Mørkve                                                | Olga Abramova                                              | Marine Bolliet                                             |
| 6 februari 2011 (sön.)                                     | Sprint (7,5 km)                                            | Anastasija Tokareva                                        | Romana Schrempf                                            | Anastasija Kuzmina                                         |

| 7:e IBU-cupen i Bansko, 11 februari 2011 – 12 februari 2011 | 7:e IBU-cupen i Bansko, 11 februari 2011 – 12 februari 2011 | 7:e IBU-cupen i Bansko, 11 februari 2011 – 12 februari 2011 | 7:e IBU-cupen i Bansko, 11 februari 2011 – 12 februari 2011 | 7:e IBU-cupen i Bansko, 11 februari 2011 – 12 februari 2011 |
| ----------------------------------------------------------- | ----------------------------------------------------------- | ----------------------------------------------------------- | ----------------------------------------------------------- | ----------------------------------------------------------- |
| Datum                                                       | Disciplin                                                   | Etta                                                        | Tvåa                                                        | Trea                                                        |
| 11 februari 2011 (fre.)                                     | Sprint (7,5 km)                                             | Anastasija Tokareva                                         | Anna Bogalij-Titovets                                       | Anna Sorokina                                               |
| 12 februari 2011 (lör.)                                     | Sprint (7,5 km)                                             | Anna Sorokina                                               | Anna Bogalij-Titovets                                       | Anastasija Tokareva                                         |

| 8:e IBU-cupen i Annecy, 10 mars 2011 – 13 mars 2011 | 8:e IBU-cupen i Annecy, 10 mars 2011 – 13 mars 2011 | 8:e IBU-cupen i Annecy, 10 mars 2011 – 13 mars 2011 | 8:e IBU-cupen i Annecy, 10 mars 2011 – 13 mars 2011 | 8:e IBU-cupen i Annecy, 10 mars 2011 – 13 mars 2011 |
| --------------------------------------------------- | --------------------------------------------------- | --------------------------------------------------- | --------------------------------------------------- | --------------------------------------------------- |
| Datum                                               | Disciplin                                           | Etta                                                | Tvåa                                                | Trea                                                |
| 10 mars 2011 (fre.)                                 | Distans (15 km)                                     | Carolin Hennecke                                    | Karolin Horchler                                    | Jevgenija Sedova                                    |
| 12 mars 2011 (lör.)                                 | Sprint (7,5 km)                                     | Franziska Hildebrand                                | Juliane Döll                                        | Elisabeth Högberg                                   |
| 13 mars 2011 (sön.)                                 | Jaktstart (10 km)                                   | Elisabeth Högberg                                   | Juliane Döll                                        | Franziska Hildebrand                                |